# مركبة كهربائية

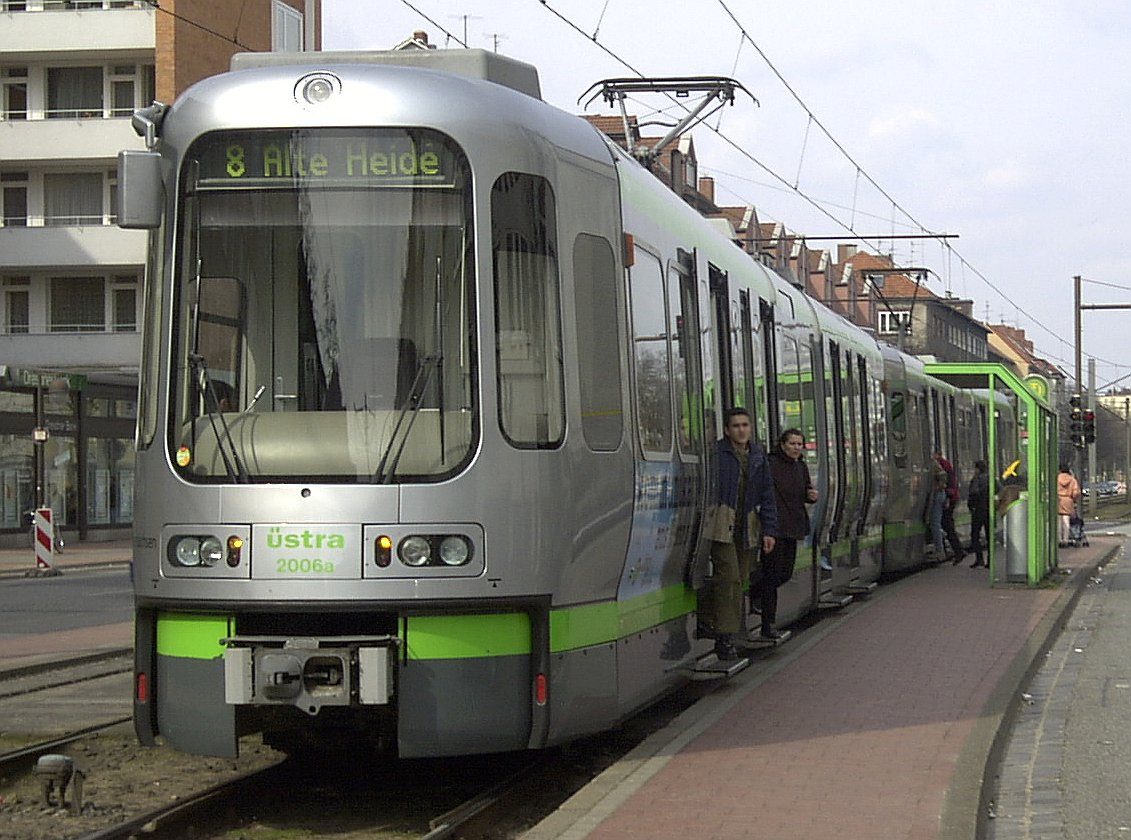
ترام كهربائي يسير على قضبان

المركبة الكهربائية هي مركبة تسير بمحرك كهربائي بصرف النظر عن حجمها والغرض منها وتسير بالبطارية أو بواسطة كابل. فمنها ما يستخدم لنقل الأشخاص مثل الحافلة أو القطار، أو الرافعة الشوكية. كذلك تنطبق تلك التسمية على سيارة كهربائية.

## تاريخها
بدأت القوة المحركة الكهربائية في عام 1827، عندما بنى الكاهن المجري آنيو جيادليك أول محرك كهربائي خام، مزود بمولد وعنفة وعاكس تيار، واستخدمه بعد مرور عام لتشغيل سيارة صغيرة. وبعد عدة سنوات، في عام 1835، صنّع البروفيسور سيبيراندس سترينج من جامعة جرونينجن بهولندا سيارة كهربائية صغيرة الحجم، ثم اخترع روبرت أندرسون من اسكتلندا -بين عامي 1832 و 1839- أول عربة كهربائية خام للنقل، مُدعمة بالخلايا الأولية غير القابلة لإعادة الشحن. وفي نفس الفترة تقريبًا، كانت تتحرك السيارات الكهربائية التجريبية المبكرة على القضبان الحديدية أيضًا. بنى الحدّاد والمخترع الأمريكي توماس دافنبورت قاطرة كهربائية، مُدعمة بمحرك كهربائي أولي، في عام 1835. ثم بنى رجل اسكتلندي يدعى روبرت دافيدسون في عام 1838، قاطرة كهربائية بلغت سرعتها أربعة أميال في الساعة (6 كم / ساعة). مُنحت براءة اختراع في عام 1840 في إنجلترا، لاستخدام القضبان موصلات للتيار الكهربائي، وأُعطيت براءات اختراع أمريكية مماثلة إلى ليلي وكولتن في عام 1847.
ظهر أول إنتاج ضخم من السيارات الكهربائية في أمريكا في أوائل القرن العشرين. دخلت شركة ستوديبيكر للسيارات صناعة السيارات الكهربائية في عام 1902، ودخلت أيضًا في سوق سيارات البنزين في عام 1904. ولكن فشلت تجارة السيارات الكهربائية مع ظهور سيارات فورد الرخيصة.
لم تكتسب السيارات الكهربائية شعبيةً كبيرةً نظرًا إلى القيود التي وُجدت على بطاريات التخزين القابلة للشحن في ذلك الوقت، أما القطارات الكهربائية فقد اكتسبت شعبية هائلة لأنها اقتصادية ويمكنها تحقيق سرعات عالية. بحلول القرن العشرين، أصبح النقل بالسكك الحديدية شائعًا نتيجة تقدم وتطور القطارات الكهربائية. تحول لاحقًا استخدامهم التجاري للأهداف العامة إلى استخدامات خاصة، مثل شاحنة المنصة الكهربائية والرافعة الشوكية وسيارات الإسعاف وجرارات السحب وسيارات التسليم، وكانت المملكة المتحدة أكبر مستخدم في العالم لمركبات الطرق الكهربائية خلال معظم القرن العشرين.
استُخدمت القطارات الحاملة للشحنة الكهربائية لنقل الفحم، إذ إن المحركات لم تستخدم الأكسجين في المناجم. فضّل إديسون بطارية النيكل والحديد لاستخدامها في السيارات الكهربائية وهي واحدة من أوائل البطاريات القابلة لإعادة الشحن.
كانت (إي في إس) من أوائل السيارات المنتجة، وحققت السيارات الكهربائية أفضل أرقام قياسية لسرعة المركبات البرية في أوائل القرن العشرين قبل تفوق محركات الاحتراق الداخلي الخفيفة والقوية عليها. وأُنتجت من قبل شركة بيكر للسيارات وكولومبيا للسيارات وديترويت الكتريك وغيرها، وتفوقت في مرحلة ما من التاريخ على السيارات التي تعمل بالبنزين. وفي عام 1900، 28% من السيارات المستخدمة في الولايات المتحدة الأمريكية كانت كهربائية. كانت (إي في إس) تحظى بشعبية كبيرة حتى إن الرئيس وودرو ويلسون وعملاء خدمته السريين قاموا بجولة في العاصمة واشنطن، في سيارة ميلبورن الكهربائية، التي تغطي بعد أن تُشحن ما بين 60 إلى 70 ميل (100–110 كم).
ساهمت التطورات الجديدة في انخفاض إنتاج السيارات الكهربائية. إذ تتطلب البنية التحتية للطرق المُحسنة مدى أكبر من التي توفرها السيارات الكهربائية، وقد أدى اكتشاف احتياطيات كبيرة من النفط في تكساس وأوكلاهوما وكاليفورنيا إلى توفر واسع النطاق للبنزين بأسعار معقولة، ما جعل السيارات التي تعمل بالاحتراق الداخلي أرخص عند الحاجة إلى السفر لمسافات طويلة. أصبح تشغيل السيارات التي تعمل بالاحتراق الداخلي أسهل من أي وقت مضى بفضل اختراع مفتاح التشغيل الكهربائي من قبل تشارلز كترنج في عام 1912، ما أدى إلى التخلص من الحاجة إلى رافع يدوي لبدء تشغيل المحركات، وأصبحت الضوضاء المنبعثة من سيارات (آي سي إي) مقبولةً أكثر بفضل استخدام كاتم الصوت، الذي اخترعه حيرام بيرسي مكسيم في عام 1897. لم تتمكن مجموعة السيارات الكهربائية من منافسة سيارات آي سي إي وذلك نظرًا إلى تحسن الطرق خارج المناطق المدنية. وفي النهاية، أدى بدء الإنتاج الضخم للمركبات التي تعمل بالبنزين بواسطة هنري فورد في عام 1913 إلى انخفاض كبير في تكلفة سيارات البنزين مقارنة بالسيارات الكهربائية.
اشترت شركة خطوط المدينة الوطنية، التي كانت مؤلفة من عدة شركات وهي: شركة جنرال موتورز وشركة فاير ستون للإطارات والمطاط وشركة شيفرون، في الثلاثينيات من القرن العشرين، العديد من شبكات الترام الكهربائي في جميع أنحاء البلاد لتفكيكها واستبدالها بحافلات جي إم. أدينت الشركات بتهمة التآمر على احتكار بيع المعدات والإمدادات لشركاتها الفرعية، ولكنها بُرئت لاحقًا.

### التجريب
أدى ظهور تكنولوجيا الترانزستور بأكسيد السيليكون (إم أو إس) إلى تطوير مركبات الطرق الكهربائية الحديثة. أدى الموسفت، الذي ابتكره محمد محمد عطا الله ودون كانغ في مختبرات بل في عام 1959، إلى تطوير قوة موسفت بواسطة شركة هيتاشي في عام 1969، والمعالج الدقيق أحادي الشريحة من قبل: ماساتوشي شيما وفيدريكو فاجين ومارسيان هوف وستانلي مازور في شركة إنتل في عام 1971.
أدت قوة الموسفت والمتحكم الدقيق -وهو نوع من المعالجات الدقيقة أحادية الشريحة- إلى تقدم كبير في تكنولوجيا المركبات الكهربائية. إذ سمحت محولات الطاقة بالتشغيل عند ترددات تحويل أعلى بكثير، وجعلت القيادة أسهل وقللت من خسارة الطاقة وخفضت الأسعار كثيرًا، في حين يمكن لوحدات التحكم الدقيقة أحادية الشريحة إدارة جميع جوانب التحكم في القيادة ولديها القدرة على إدارة البطارية. من التقنيات المهمة الأخرى التي مكّنت السيارات الكهربائية الحديثة من استخدام الطرق السريعة، هي بطارية ليثيوم أيون، التي اخترعها كل من: جون جوديناف ورشيد اليزمي وأكيرا يوشينو في الثمانينيات من القرن العشرين، وكانت مسؤولة عن تطوير السيارات الكهربائية القادرة على السفر لمسافات طويلة.
قدم رئيس شركة جنرال موتورز في يناير من عام 1990، مفهوم السيارة الكهربائية المزودة بمقعدين، في معرض لوس أنجلوس للسيارات. وفي شهر سبتمبر، فرض مجلس كاليفورنيا للموارد الجوية على شركات صناعة السيارات الكبيرة أن تبيع السيارات الكهربائية، على مراحل بدءًا من عام 1998. أنتجت شركة جنرال موتورز 1117 مركبة من نوع (آي في وان) من عام 1996 إلى عام 1998، أُتيح 800 منها للاستعمال بعقود إيجار مدتها ثلاث سنوات.
أنتجت شركات كرايسلر وفورد وجنرال موتورز وهوندا وتويوتا أيضًا أعدادًا محدودة منها لسائقي كاليفورنيا. ولكن توقف إنتاجها بعد انتهاء عقود التأجير المتاحة من جنرال موتورز في عام 2003. ويعزى هذا التوقف إلى عدة أسباب:
- نجاح تحدي المحكمة الفيدرالية بعدم إمكانية صنع سيارات بلا عوادم في كاليفورنيا.
- فرضت القوانين الفيدرالية على شركة جنرال موتورز إنتاج قطع غيار للسيارات الموجودة وصيانتها.
- نجاح الحملة الإعلامية لصناعات النفط والسيارات في الحد من الرأي العام الإيجابي حول هذا النوع من السيارات.

أُنتج فيلم حول هذه الفكرة في الفترة ما بين 2005-2006 بعنوان: من الذي قتل السيارة الكهربائية؟ وعُرض بطريقة مسرحية بواسطة سوني بيكتشرز كلاسيك في عام 2006. ويكشف الفيلم دور كل من شركات صناعة المركبات والصناعة النفطية والحكومة الفيدرالية للولايات المتحدة والبطاريات والمركبة الهيدروجينية والمستهلكين، في الحد من نشر هذه التكنولوجيا واعتمادها.

## اقرأ أيضا
- مركبة كهربائية هجينة
- حافلة كهربائية هجينة
- محرك كهربائي
- سيارة كهربائية
- خلية وقود